# Petra Fritsche

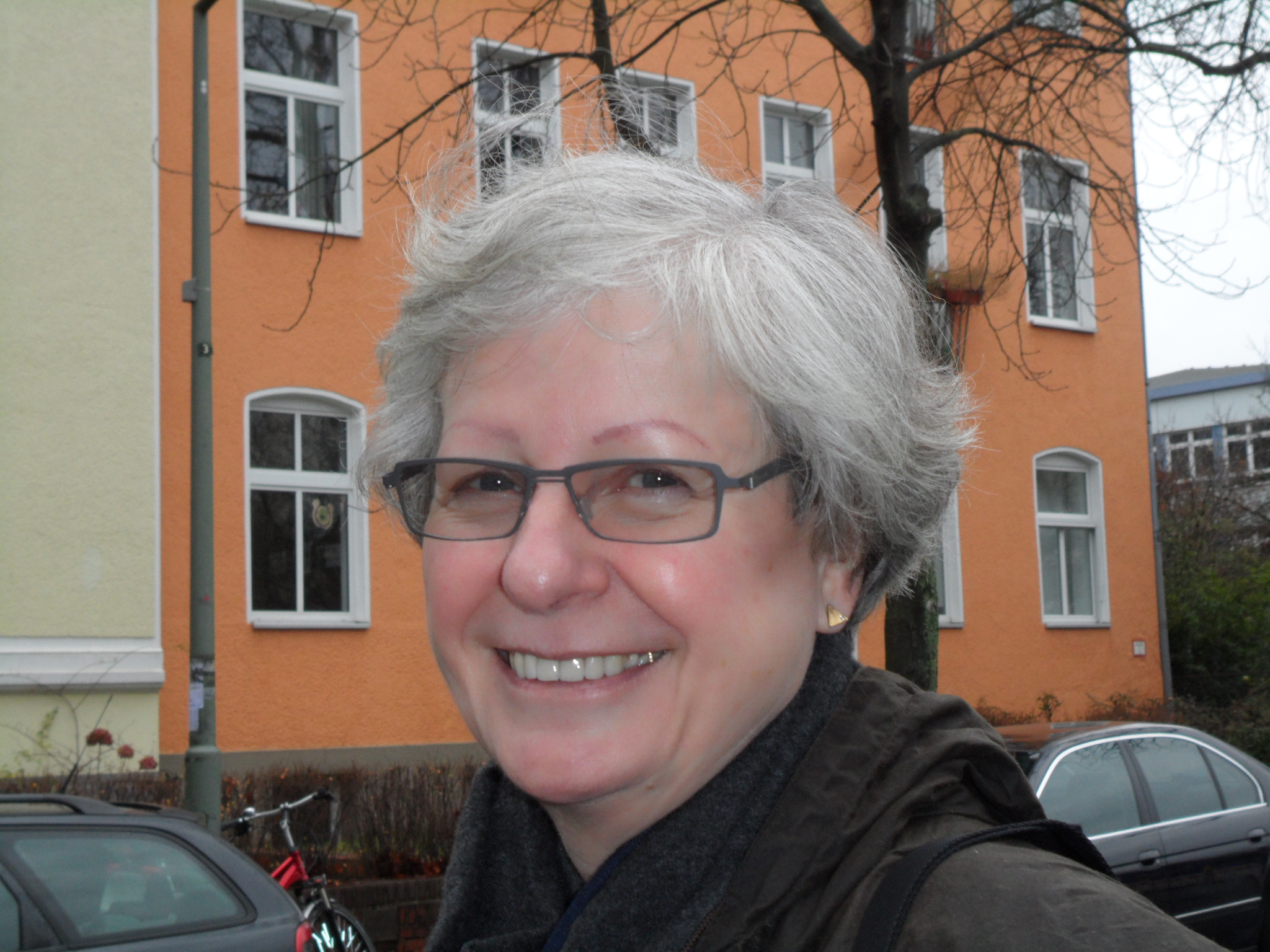
Porträt von Petra Fritsche, 2015

Petra Tamara Fritsche (geboren 1951 in Altglashütten) ist eine deutsche Kommunikationswissenschaftlerin und Stadtführerin.

## Leben
Petra Tamara Fritsche wuchs in Remscheid auf. Von 1968 bis 1971 machte sie eine Lehre zur Industriekauffrau und arbeitete zunächst in diesem Beruf, auch in Berlin, wohin sie 1972 zog. Hier besuchte sie die Akademie für angewandte Betriebswirtschaft und schloss im März 1975 als Diplom-Betriebswirt ab. In Abendschulen holte sie den Realschulabschluss und schließlich das Abitur nach. Es folgte das Studium an der Freien Universität Berlin mit den Fächern Informations- und Dokumentationswissenschaften sowie Soziologie und Politologie. Seit Mitte der achtziger Jahre arbeitete sie im Studentenwerk Berlin und war von 1994 bis 2010 Direktorin des Internationalen Studienzentrums Berlin.
Nach ihrer Berufstätigkeit begann sie zum Thema Stolpersteine und Gedenkkultur an ihrer Dissertation zu arbeiten, die sie Ende 2013 einreichte. Daneben entstanden weitere Publikationen zu Berliner Geschichte, Architektur und jüdischem Leben.
Fritsche macht Stadtführungen für wissenschaftliche Institutionen wie das Wissenschaftskolleg zu Berlin, Schulklassen, Geschichts-Gruppen oder die Jüdische Gemeinde mit den Schwerpunkten Jüdische Architekten, Jüdische Künstler, Widerstandskämpfer, Künstler in Berlin-Grunewald und Berlin-Friedenau.

## Auszeichnungen und Nominierungen
2014
- Ehrung der Harold Bob Stiftung für den Einsatz und die Initiative für Stolpersteine[4]
- Förderpreis für besondere Verdienste und herausragendes ehrenamtliches Engagement des Bezirks Tempelhof-Schöneberg (als Mitglied der Stolperstein-Initiative Stierstraße Friedenau)[5]
- Nominierung für den Deutschen Engagementpreis des Bundesinnenministeriums für Familie, Senioren, Frauen und Jugend[6]

2015
- Die Südwestpassage ernannte Fritsche zu einem der Kulturköpfe 2015[7]

## Publikationen (Auswahl)
- Jahrbuch des Internationalen Studienzentrums Berlin
  - 1997, ISBN 3-9802413-2-7
  - 2003, ISBN 3-9808920-0-X
  - 2008, ISBN 3-9808920-5-0
- Die Villenkolonie Grunewald und ihre Bewohner – Historische und architektonische Betrachtungen 1889–1945, Studentenwerk Berlin, 2004, ISBN 3-9802413-9-4
- Alben im Rahmen der Ausstellung Wir waren Nachbarn im Rathaus Schöneberg
  - Familie Riesenburger, 2010
  - Familie Schmal und Erich Schmal – Kommunist und Jude, 2014
  - Erich Schmal – Überleben in der NS-Diktatur, 2014
- Stolpersteine – Das Gedächtnis einer Straße – Dissertation, Wissenschaftlicher Verlag Berlin, 532 Seiten, 2014, ISBN 978-3-86573-808-0
- Von Häusern und Menschen, Wissenschaftlicher Verlag, 140 Seiten, 2021, ISBN 978-3-96138-244-6